# Csőd
A csőd fizetésképtelen vállalkozás esetében olyan helyzetet jelent, amikor az adós és hitelezői független segítővel próbálják az adósságokat átütemezni és a fizetőképességet helyreállítani. Hétköznapi értelemben a csőd olyan helyzetet jelent, amikor valakinek egy vállalkozása nem sikerül.

## Csődvédelem
A csődvédelem intézménye azt a célt szolgálja, hogy egy lejárt adósságaiért helytállni nem képes vállalkozást, likviditási gondokkal küzdő vállalkozást a hitelezők ne számoltathassanak fel azonnal. 
A fizetésképtelen vállalkozás tulajdonosai a csődeljárás keretében (csődöt jelentve) a Bíróság (a székhely szerint illetékes Törvényszék Gazdasági Kollégium Felszámolási csoportja) felügyelete mellett kap a vállalkozás a fennálló követelésekre automatikusan (tehát, ha a Bíróság elfogadja formailag és tartalmilag a csődkérelmét) 90 napos moratóriumot (ami nem vonatkozik a közműtartozásokra, amiket mindenképpen fizetni kell).
Az első 45 napig van ideje az adós cégnek un. egyezségi javaslat kidolgozására, amit amennyiben a hitelezők elfogadnak (egyszerű többséggel a hitelezői igények arányához mérten) akkor a vállalkozás visszaáll a korábbi, működő állapotába és folytatja tevékenységét. A csődvédelem alatt a Bíróság szakértő vagyonfelügyelőt (ez egy felszámoló cég) nevez ki, aki az ügy lefolytatására megbíz egy személyt (alkalmazottját) az eljárásban a vagyonfelügyelői szerepkör betöltésére. Amennyiben az egyezség 90 napon belül nem jön létre, úgy a hitelezők hozzájárulásával 180 napig az eljárás meghosszabbítható. (max 360 napig tovább). 
Amennyiben nem sikerül a hitelezőkkel egyezséget kötni az eljárást a Bíróság hivatalból "át"fordítja felszámolásba.

## Fizetésképtelenség
Piacgazdaságban a fizetésképtelenségnek alapvetően három rendezési módja lehet:
- az adós és a hitelezők közötti bizalom esetén az adósságok átütemezése
- a csődvédelem keretéből kiindulva az adós gazdálkodó szervezet fizetőképességének, illetve működésének helyreállítására irányuló reorganizáció
- az adóssal szembeni hitelezői követelések kielégítésére és az adós működésének lezárására irányuló felszámolás.

A hatályos magyar csődtörvény (vagy a csődgondnokok) csődjét mutatja, hogy a magyar csődeljárások szinte kivétel nélkül felszámolási eljárásban, azaz sikertelenül végződnek. [forrás?]

## A csődeljárás
A hatályos magyar csődtörvény (Cstv.)  háromféle eljárást szabályoz: a csődeljárást, a felszámolási eljárást és a végelszámolási eljárást. (Az utóbbi tulajdonképpen független a csőd fogalmától, mivel nem fizetésképtelenség esetén kerül sor végelszámolásra.) A hatályos csődtörvény előtti magyar jogi nyelvben a csődeljárás a fizetésképtelenségi eljárást általában jelentette. A hatályos csődtörvény a csődeljárás kifejezést új jelentéssel ruházta fel.
A csődeljárás vagy az adós bejelentésére indul (ún. öncsőd) vagy bármelyik hitelező kezdeményezésére. A csőd bejelentése után a csődbe jutott adós és hitelezői kényszeregyezségre törekednek; ennek keretében
- megállapítják az adós kötelezettségeinek mértékét,
- a hitelezők részére való kifizetések („a hitelezők kielégítése”) sorrendjét,
- esetleg egyéb megállapodásokat kötnek.

Megegyezés hiányában az adós gazdálkodó szervezetet felszámolják.
A magyar csődtörvény személyi hatálya csak a gazdálkodó szervezetekre terjed ki, természetes személyekre nem.
A csőd szigorú jogi szabályozás alá esik, amelynek megsértése csődbűntettnek minősülhet. 
Bizonyos cégek a nehéz pénzügyi helyzetbe került vállalkozások számára olyan tanácsadást nyújtanak annak érdekében, hogy lehető legtöbb munkahely legyen megtartható, a hitelezők érdeke a  lehető legkevésbé sérüljön, és legyen esély a vállalkozás egészének, vagy egy részének továbbvitelére.

## Története Magyarországon
Tervgazdálkodásnál, az állami tulajdon túlsúlya esetén a csődre nem volt lehetőség, mert az egyik állami vállalatnak a másikkal szemben fennálló tartozását az állam mint tulajdonos más eszközökkel (például átszervezés) rendezte – és a veszteséget viselte. A magyar jogrendszerbe a felszámolási eljárásról szóló 1986. évi 11. törvényerejű rendelet (Ftvr.) hozta vissza a fizetésképtelenségi eljárást.

## Magáncsőd
A törvényjavaslatot a KDNP frakció képviselői nyújtották be 2015. május 20-án T/4890. számon az Országgyűlésnek. A törvényjavaslat előkészítéséhez az érintett minisztériumok (Igazságügyi Minisztérium, Nemzetgazdasági Minisztérium, valamint a Magyar Nemzeti Bank) jelentős szakmai segítséget nyújtottak. A törvényjavaslatot a Kormány támogatta. A törvényt az Országgyűlés 2015. június 30-án elfogadta, kihirdetésére a 2015. évi CV. törvénnyel került sor a Magyar Közlöny 2015. július 8-ai, 100. számában. A törvényi szabályozás célja az eladósodott magánszemélyek adósságcsapdából való kikerülését célzó új jogintézmény, a magáncsődeljárás hazai jogrendbe történő bevezetése. Magáncsődvédelem alatt az adós és hitelezőik érdekeinek összehangolásával, állami felügyelet mellett valósul meg az adósságok rendezése, oly módon, hogy annak eredménye az adósságcsapdából történő kikerülés. Magáncsődvédelmet az olyan adós kezdeményezhet, akinek vagyona és törlesztésre fordítható jövedelme nem elégséges a felhalmozott adósságával kapcsolatos törlesztési kötelezettségének teljesítésére. A magáncsődvédelem alatt úgy történik meg az adósságok rendezése, hogy az adós fizetési képességének helyreállítása a cél.